# Velmi nízké napětí
| Rozsahy napětí dle IEC | Střídavé napětí RMS (V) | Stejnosměrné napětí (V) | Riziko            |
| ---------------------- | ----------------------- | ----------------------- | ----------------- |
| Velmi nízké napětí     | < 50                    | < 120                   | Nízké riziko      |
| Nízké napětí           | 50 až 1 000             | 120 až 1 500            | Úraz proudem      |
| Vysoké napětí          | > 1 000                 | > 1 500                 | Elektrický oblouk |

Velmi nízké napětí (anglicky Extra-low voltage, zkratka ELV) je elektrické napětí, které představuje nízké nebezpečí úrazu elektrickým proudem. V terminologii českých norem jde o „malé napětí“. Podle Mezinárodní elektrotechnické komise (IEC) patří do Skupiny nízkého napětí (anglicky Low voltage band) a definuje ho společně s dalšími národními standardy jako elektrický potenciál mezi vodičem a uzemněním nepřesahuje 50 V~ (střídavé napětí) nebo 120 V= (stejnosměrné napětí).

## Charakteristika
Malé napětí je do 50 V~ (střídavé) nebo 120 V= (stejnosměrné), kde je nízké riziko úrazu elektrickým proudem.

### Právní úprava v ČR
Podle přílohy č. 4 vyhlášky č. 100/1995 Sb. smí jednoduchá elektrická zařízení s malým a nízkým napětím obsluhovat osoba seznámená (§3), která je bez elektrotechnické kvalifikace a je tak považována za laickou obsluhu. Důsledkem vyhlášky je dodávání návodů k elektrickým zařízením připojovaným v domácnostech do síťového napětí, které obsahují dostatečné informace, jak se zařízením správně pracovat a jak se chránit před úrazem elektrickým proudem. Ve firmách vzniká povinnost zaměstnance prokazatelně seznámit s pravidly obsluhy takových zařízení a vyškolit v BOZP (Bezpečnost a ochrana zdraví při práci).
Pro práci na zařízeních s malým napětím nejsou stanovena žádná omezení (tj. jakákoliv montáž, údržba, měření atp.).

## Typy podle IEC
Koncovka -ELV (anglicky Extra Low Voltage) označuje doslovným překladem „velmi nízké napětí“. Podle českých norem jde o malé napětí.

### SELV (Separated nebo safety extra-low voltage)
Separated nebo Safety extra-low voltage (zkratka SELV) označuje způsob ochrany před úrazem elektrickým proudem. Elektrický předmět s ochranou SELV, podobně jako u PELV nesmí mít na žádné vnitřní ani vnější části nebezpečné elektrické napětí. Na rozdíl od PELV však jeho obvody nejsou připojeny ani k ochranné soustavě ani k zemi. Zdroje obvodů SELV musí být v bezpečném provedení, aby do chráněné sítě nemohlo proniknout vyšší napětí. Tyto zdroje musí být od jiných obvodů elektricky odděleny. Zdrojem pro sítě SELV a PELV může být baterie, bezpečnostní transformátor (s dvojitou nebo zvýšenou izolací), nebo také dynamo na jízdním kole.

### PELV (Protective Extra-Low Voltage)
Protective Extra-Low Voltage (zkratka PELV) označuje způsob ochrany před úrazem elektrickým proudem. Elektrický předmět s ochranou PELV, podobně jako u SELV nesmí mít na žádné vnitřní ani vnější části nebezpečné napětí.
Na rozdíl od SELV je kostra předmětu spojena s ochranným vodičem. Příkladem je obvyklý způsob napájení přenosných počítačů (notebooků), jejich síťový zdroj dodává malé napětí, má ochrannou svorku a ta je propojena s kostrou notebooku
(zařízením s ochranou PELV je však pouze samotný notebook, jeho síťový zdroj je elektrickým zařízením třídy ochrany I; v případě dvoukolíkového síťového přívodu je zdroj elektrickým zařízením třídy ochrany II a na výstupu již není ochrana PELV ale SELV).

### FELV (Functional extra-low voltage)
Functional extra-low voltage (zkratka FELV) označuje způsob napájení malým napětím. Na rozdíl od SELV nebo PELV se nejedná o způsob ochrany před úrazem elektrickým proudem. Elektrický předmět s napájením FELV používá malé napětí z toho důvodu, že je potřebuje ke svojí činnosti. Malé napětí se ovšem z nebezpečného získává na rozdíl od SELV nebo PELV způsobem, který nebrání průniku nebezpečného napětí do zařízení s malým napětím, nebo je tato ochrana z hlediska předpisů nedostatečná. Příkladem je napájení pomocí autotransformátoru. Na zařízení FELV je tedy nutno z hlediska bezpečnosti pohlížet jako na zařízení pracující s nebezpečným napětím a zajistit ochranu před úrazem elektrickým proudem jiným způsobem (dvojitou izolací, apod.).
Obecnou tendencí je FELV u zařízení pro širokou veřejnost nevyužívat. S FELV se ale můžeme setkat například u některých starých instalací domovních elektrických zvonků.